# Gic
Gic je vesnice v Maďarsku v župě Veszprém, spadající pod okres Pápa. Nachází se asi 17 km jihozápadně od Pannonhalmy, 23 km jiovýchodně od Kisbéru, 25 km severovýchodně od Pápy, 29 km severozápadně od Zircu a 31 km jihovýchodně od Győru. V roce 2015 zde žilo 353 obyvatel, z nichž 83,8 % tvoří Maďaři.
Kromě hlavní části zahrnuje Gic i malé části Bertalanffypuszta a Csehipuszta.
Gic leží na silnicích 832 a 8309. Je přímo silničně spojen s obcemi Bakonytamási, Nagydém, Románd a Sokorópátka. Poblíže Gicu protéká potok Sokorói-Bakony, který se vlévá do řeky Marcal.
V Gicu se nachází katolický kostel Szent Janka templom. Nachází se zde též pošta, hřiště, hřbitov, mateřská školka, prodejna kol a obchod.